# نظام الخدمة الانتقائية
نظام الخدمة الانتقائية (SSS) هو وكالة مستقلة تابعة لحكومة الولايات المتحدة تحتفظ بمعلومات عن أولئك الذين يحتمل أن يخضعوا للتجنيد العسكري (أي التجنيد). جميع المواطنين الأمريكيين الذكور (والمهاجرين غير المواطنين) الذين تتراوح أعمارهم بين 18 و 25 عامًا مطالبون بموجب القانون بالتسجيل في غضون 30 يومًا من أعياد ميلادهم الثامنة عشرة،  ويجب إخطار الخدمة الانتقائية في غضون عشرة أيام من أي تغييرات على أي من المعلومات التي قدموها على بطاقات التسجيل الخاصة بهم، مثل تغيير العنوان.[بحاجة لمصدر] نظام الخدمة الانتقائية هو آلية طوارئ لاحتمال أن يصبح التجنيد الإجباري ضروريًا.
التسجيل في الخدمة الانتقائية مطلوب للعديد من البرامج والمزايا الفيدرالية ، بما في ذلك التطبيق المجاني لمساعدة الطلاب الفيدرالية (FAFSA) ، وقروض الطلاب ومنح بيل، والتدريب على الوظائف، والتوظيف الفيدرالي، والتجنس.
يوفر نظام الخدمة الانتقائية أسماء جميع المسجلين لبرنامج أبحاث ودراسات التسويق الإعلاني المشترك (JAMRS) لإدراجها في قاعدة بيانات التوظيف الموحدة لـ JAMRS. يتم توزيع الأسماء على الخدمات لأغراض التوظيف على أساس ربع سنوي.
تم تدوين اللوائح في العنوان 32 من قانون اللوائح الفيدرالية، الفصل السادس عشر.